# Reuters Trust
Pour les articles homonymes, voir Reuters (homonymie).
Le Reuters Trust est un dispositif créé en 1941 pour garantir l'indépendance de l'agence de presse Reuters, qui a été conservé après l'entrée en Bourse de 1984, jusqu'à aujourd'hui.

## Histoire
Le Trust a été créé pour défendre l'indépendance de Reuters au moment où l'agence a pris une structure coopérative car détenue par la Press Association britannique. Créée en 1868, la PA regroupe tous les journaux régionaux anglais et fonctionne elle-même comme une petite agence de presse, qui fournit Reuters en informations locales et nationales, collectées un peu partout sur le territoire de l'Angleterre. En 1925, elle prend 53 % du capital de Reuters, puis rachète la quasi-totalité du capital en 1930, seules quelques actions restant aux mains du directeur Sir Roderick Jones.
En 1941, la PA partage le capital de Reuters avec l'Association des propriétaires de journaux britanniques, qui regroupe la presse nationale. Celle-ci rachète la moitié restante des actions. L'agence venait de se voir accusée de s'être compromise avec le gouvernement britannique. La presse lui reproche en particulier d'avoir accepté 64 000 livres sterling depuis août 1938, à des fins de propagande, en plusieurs dons ponctuels.
Le Reuters Trust s'est inspiré de la structure mise en place en 1936 par John Russell Scott pour protéger l'indépendance de la rédaction de deux quotidiens, le Manchester Guardian et le Manchester Evening News. L'un de leurs « trustees », William Haley, est administrateur de la Press Association et de Reuters : il propose d'utiliser le même mécanisme.
C'est pour éviter toute controverse sur une éventuelle implication du gouvernement britannique dans le contenu de l'information diffusée par Reuters qu'a été édictée en 1941 le « Reuters Trust », engageant une volonté d'indépendance, d'impartialité et d'exactitude des faits rapportés.

## Membres et gouvernance
Reuters a décidé en 1941 de créer un conseil supérieur, sorte de « syndicat d'intérêt public », chargé de veiller à l'indépendance de l'Agence et dirigé par des personnalités indépendantes, qui dirigent la « Reuters founders share company », chargée de superviser le conseil d'administration. Elle est composée en 1947, lors de son élargissement aux entreprises de presse du Commonwealth, de dix « trustees » : 
- quatre fournis par la Press Association britannique
- quatre par la Newspapers Proprietors Association
- un par l'Australian Associated Press
- un par la New Zealand Press Association.

La composition a ensuite changé. Les membres actuels sont proposés au conseil d'administration par un « comité de nomination » qui a la composition suivante, :
- deux membres de la Commission européenne des droits de l'homme
- un membre de la Press Association britannique
- un membre la Newspapers Proprietors Association
- un membre par l'Australian Associated Press
- un membre la New Zealand Press Association
- cinq membres du conseil d'administration du Reuters Trust, qui sont ainsi minoritaires
- deux membres du conseil d'administration de Reuters, qui sont ainsi minoritaires.

## Mission
Le Trust a la possibilité de s'opposer à tout changement d'actionnaires, dès lors qu'un nouvel actionnaire détient 15 % du capital.
Une convention de trust définit par ailleurs les missions d'intérêt général que Reuter doit assurer, fondée sur une série de principes, appelé le « Reuters Trust Principles ». 
Le Trust doit en particulier veiller à ce que soient « respectées ses règles déontologiques » (Reuters Trust Principles). Le texte précise que :
- Reuters « ne doit à aucun moment passer sous le contrôle d'une personne, d'un groupe, ou d'une faction ».
- « L'intégrité, l'indépendance et la liberté de Reuters doivent être rigoureusement préservées à tout moment »[10].
- Reuters doit fournir des informations impartiales et dignes de confiance
- Reuters doit se mettre à l'écoute des intérêts de tous les clients qu'elle dessert
- Reuters doit négliger aucun effort pour faire croître, étendre et s'adapter l'offre de ses produits et services[11]

## Pouvoir de blocage en cas de rachat
Lors de l'entrée en Bourse de Reuters en 1984, un nouveau dispositif est créé: en cas de changement de propriétaire, l'acquisition est soumise à l'approbation de la "Reuters Founders Share Company", qui détient un pouvoir de blocage afin de pouvoir défendre l'indépendance éditoriale. 
Le maintien de ces principes a été garanti par le conglomérat de la famille canadienne Thomson lorsqu'elle a racheté Reuters en 2007, via une offre publique d'achat à la Bourse de Londres, pour fonder le nouveau groupe Thomson Reuters. Ce maintien avait été fixé comme condition par la Reuters Founders Share Company pour donner son feu vert à l'opération.
La Reuters Founders Share Company a également le pouvoir d'empêcher tout actionnaire de détenir plus de 15 % du capital ou 15 % des droits de vote, également dans le but de défendre l'indépendance de la société.

## Conséquences
Ce nouveau statut a renforcé la crédibilité de Reuters. Combiné à d'autres raisons, il a permis de tripler, au cours des années 1940, le nombre des correspondants de l'agence de presse britannique, ainsi que son chiffre d'affaires, à 7 millions de livres sterling par an.
Après la Seconde Guerre mondiale, le patron de Reuters au moment de la création du Trust, Christopher Chancellor, a décidé  de resserrer les liens avec la presse anglophone en Inde, Australie et Nouvelle-Zélande. À la propriété conjointe du capital par l'Association de la presse britannique et l'Association des propriétaires de journaux se substitue une coentreprise associant également l'Australian Associated Press (AAP) et la New Zealand Press Association (NZPA). Le Press Trust of India s'y intègre aussi en 1949, avant de s'en séparer quatre ans après.